# Registreringsnummer
Et Registreringsnummer er et tal- eller bogstavkode, som noget eller nogen er opført under i et register, fx nummeret på en bils nummerplade. De første fire cifre plejer at være bankens registreringsnummer, og de sidste ti er kontonummeret.
Et registreringsnummer er et identifikationsnummer af en fodervirksomhed. De fleste fodervirksomheder efter primærproduktion får tildelt et registreringsnummer ved registrering efter foderhygiejneforordningen hos Fødevarestyrelsen.